# 戸田永重
戸田 永重（とだ ながしげ、天文16年（1547年） - 慶安4年7月15日（1651年8月30日））は、戦国時代から江戸時代の武将、大垣藩家老。戸田治部左衛門家初代。
父は渋谷基永、母は折下氏。正室は藤田氏。子は渋谷永基、渋谷実頼、渋谷重基、渋谷永高、戸田直永室。養子は戸田直永。前名は渋谷弥兵衛、通称は治部左衛門。

## 略歴
上杉家家臣の渋谷基永の子として生まれ、上杉謙信、景勝に仕えた。関ヶ原の敗戦後、上杉家を浪人するも、直江兼続の請いでその嫡男景明の守役となる。慶長19年（1614年）、大坂の陣に息子永基と共に出陣し、戦功を立てる。慶長20年（1615年）、直江景明が夭折し、直江家を離れた。その後、景明の舅であった戸田氏鉄に家老として招かれ、1000石で仕える。
長男の永基は景明に殉死し、次男の実頼、三男の重基、四男の永高は上杉家に仕えたため、主君氏鉄の弟戸田正直の子の正永（直永）を婿養子に迎えた。
寛永14年（1637年）の島原の乱には、直永と共に90歳にして出陣している。慶安4年（1651年）7月15日没。享年105。
子孫は代々大垣藩家老を務め、直永、直茂、直方、直美、直興、直澄、直之、直安、直喬、直養（鋭之助）と続き、直養の代で明治維新を迎えた。直養は盛田昭夫の外祖父である。